# بلا روزنفلد
بلا روزنفلد شاگال (روسی: Бэлла Розенфельд-Шагал زاده: ۱۸۹۵ ویتبسک – درگذشت: ۲ سپتامبر ۱۹۴۴ در ایالت نیویورک) همسر مارک شاگال و یک نویسنده است. او موضوع بسیاری از نقاشی‌های شاگال از جمله «بلا با یقه سفید» در سال ۱۹۱۷ است.

## زندگی
- ۱۸۹۵ بلا روزنفلد در یک خانواده ثروتمند جواهرساز یهودی در ویتبسک به دنیا آمد.
- ۱۹۰۹ با مارک شاگال ملاقات کرد که در آن زمان شاگرد بی‌پول لئون باکست بود. به گفته مارک شاگال عشق آن‌ها از همان لحظه آغاز شد و ۳۵ سال ادامه داشت.
- ۱۹۱۵ آن‌ها ازدواج کرده و به پتروگراد نقل مکان کردند.
- ۱۹۱۶ دخترش ایدا را به دنیا آورد.
- ۱۹۱۸ بازگشت آن‌ها به ویتبسک.
- ۱۹۲۲ مهاجرت آن‌ها به لیتوانی و سپس به آلمان.
- ۱۹۲۴ نقل مکان آن‌ها به پاریس.
- ۱۹۳۹ نقل مکان آن‌ها به جنوب فرانسه.
- ۱۹۴۱ بازداشت در مارسی و سپس فرار به ایالات متحده.
- ۲ سپتامبر ۱۹۴۴ بر اثر یک عفونت ویروسی درگذشت.
- ۱۹۴۶ مارک شاگال معروف‌ترین کتاب او چراغ‌های سوزان را منتشر کرد.

## آثار
- چراغ‌های سوزان شابک ‎۰−۹۳۰۳۹۵−۲۶−۳
- نخستین برخورد ISBN 0-8052-3768-2